# Скугог
Скугог (англ. Scugog) — містечко (тауншіп) (474,63 км²) в провінції Онтаріо (Канада), в регіональному муніципалітеті Дарем. Містечко налічує 21 439 мешканців (2006) (45,2/км²) і входить до промислового району «Золота підкова».

## Особливості
- «Золота підкова» — (англ. Golden Horseshoe)